# 台灣國際錄像藝術展
台灣國際錄像藝術展（英語：Taiwan International Video Art Exhibition，簡稱TIVA）由鳳甲美術館主辦，是亞洲第一個以錄像藝術為主要媒材的雙年展。該展覽由鳳甲美術館創辦人邱再興於2006年發起，自2008年啟動後每兩年舉辦一次。展覽採用雙策展人的機制，展覽內容關注當代錄像藝術的趨勢，並回應當代社會的議題與現象。當前該藝術展已匯聚百餘位國際參展藝術家和眾多作品，為台灣國際性雙年展之一。

## 歷史沿革
早在1980年代，台灣就有藝術家投身錄像藝術的創作，而到了1990年代，海外歸國的藝術家及學者則開始積極推廣錄像藝術的創作，同時在學院培養錄像藝術創作者，帶動錄像藝術在台灣發展。為了推動錄像藝術並促進與國際錄像藝術領域的交流，鳳甲美術館則於2006年開始籌備展覽，並於2008年正式啟動，至今已舉辦了八屆。
該項錄像藝術展現以雙年展及雙策展人形式舉辦，每屆邀請兩位策展人共同規劃並提出策展主題。參展藝術家則透過邀請和徵件的方式決定，並由國際及國內評審團隊共同討論入選徵件藝術家名單。歷年的展覽主題包括2008年「居無定所？」、2010年「食托邦」、2012年「憂鬱的進步」、2014年「鬼魂的迴返」、2016年「負地平線」、2018年「離線瀏覽」、2020年「ANIMA阿尼瑪」，以及2023年的「生／活在一起」。。
2012年6月9日至2012年9月9日，高雄市立美術館與鳳甲美術館首度合作在高雄展出「台灣國際錄像藝術展」。
2020年台灣國際錄像藝術展以「ANIMA阿尼瑪」為題，首次由鳳甲美術館及臺灣當代文化實驗場合辦，展出英國、俄羅斯、日本等國內外藝術家創作。
2023年6月20日，新竹市文化局於城市博物館辦理「比岩石更重：台灣國際錄像藝術展回看計畫」展覽，與北投鳳甲美術館合作，配合新竹市美術館年度策展主題「隱微的力量」，從歷屆「台灣國際錄像藝術展」中遴選作品，邀請藝術家參與展出。
2023年11月3日，美術館創辦人邱再興董事長宣布，今年是鳳甲美術館辦理臺灣國際錄像藝術展最後一屆。
| 屆數 | 年份 | 主題                              | 策展人           | 舉辦日期              |
| ---- | ---- | --------------------------------- | ---------------- | --------------------- |
| 一   | 2008 | 居無定所 Dwelling Place           | 陳永賢、胡朝聖   | 2008.11.08-2008.12.28 |
| 二   | 2010 | 食托邦 Eattopia                   | 陳永賢、胡朝聖   | 2010.10.02-2011.01.02 |
| 三   | 2012 | 憂鬱的進步 Melancholy in Progress | 鄭慧華、郭昭蘭   | 2012.10.06-2012.12.30 |
| 四   | 2014 | 鬼魂的迴返 The Return of Ghosts   | 龔卓軍、高森信男 | 2014.11.01-2015.01.25 |
| 五   | 2016 | 負地平線 Negative Horizon         | 呂佩怡、許芳慈   | 2016.10.15-2017.01.08 |
| 六   | 2018 | 離線瀏覽 Offline Browser          | 許家維、許峰瑞   | 2018.10.20-2019.01.20 |
| 七   | 2020 | 阿尼瑪 ANIMA                      | 林怡華、游崴     | 2020.10.16-2021.01.17 |
| 八   | 2023 | 生／活在一起 Living Togetherness  | 徐詩雨、葉佳蓉   | 2023.11.04-2024.01.28 |

## 另見
- 台北雙年展
- 關渡雙年展
- 大臺北當代藝術雙年展
- 臺灣美術雙年展
- 亞洲藝術雙年展
- 基隆港口藝術雙年展
- 雙年展
- 臺灣當代一年展

## 外部連結
台灣國際錄像藝術展網站 （页面存档备份，存于）